# Carl Orff
Carl Heinrich Maria Orff (10. července 1895, Mnichov – 29. března 1982, Mnichov) byl německý skladatel expresivní hudby a pedagog, po kterém je pojmenován instrumentář tzv. Orffových nástrojů pro výuku hudební výchovy. Jako pedagog prosazoval spojení hudební výchovy s výchovou pohybovou, hudby s pohybem a akcí. Svou metodu  popsal v pěti svazcích  nazvaných Orff-Schulwerk - Musik für Kinder (Orffův Schulwerk – Hudba pro děti).
Největším Orffovým hudebním  dílem je Carmina Burana, která je zároveň nejznámější skladbou tohoto názvu; slávu si získala zejména první část. 

## Život
Narodil se 10. července 1895 v Mnichově. „Můj otec byl důstojník tělem i duší, moje matka umělecky založená, velice inteligentní a moudrá žena“. Od pěti let jej matka začala učit hře na klavír.  Na dlouhá léta jej poznamenal zážitek z návštěvy loutkového divadla. Hrál však i na varhany a violoncello, už jako šestnáctiletý složil na 50 písní a skladeb pro varhany. Od roku 1905 navštěvoval gymnázium, účinkoval ve školním orchestru a zpíval ve sboru. 
V 17 letech byl přijat na hudební akademii, která se mu však zdála příliš konzervativní a po dvou letech studium ukončil. V roce 1914 vzniklo první Orffovo jevištní dílo, hudební drama  Gisei - oběť (Gisei - Das Opfer) na motivy japonské tragédie o obětní smrti dítěte. 
V letech 1913–1914 studoval na Královské hudební akademii v Mnichově a věnoval se také hudební výchově.  Po krátké vojenské službě v letech 1917–1918  byl do roku 1919 kapelníkem v Mnichově, Mannheimu a Darmstadtu. Intenzivně se zabýval studiem děl starých mistrů 16. a 17. století. 
Ve válečném deníku roku 1917 si výrazně poznamenal „studovat staré mistry!“
„Období od roku 1921 do začátku 30. let mělo rozhodující význam pro můj rozvoj. Zahrnuje má učební léta u starých mistrů a počátek práce na Schulwerk“. V letech 1921 až 1922 studoval v Mnichově skladbu u německého hudebního skladatele Heinricha Kaminského.
V roce 1924 se stal ředitelem prvního vzdělávacího ústavu, který vyučoval podle jeho metody spojené hudební a pohybové výchovy (tzv. Orff Schulwerk) – Guentherovy školy gymnastiky, hudby a tance v Mnichově.  Od roku 1929 přednášel na Musikheim ve Frankfurtu nad Odrou. 
Během období nacismu v Německu  napsal své nejslavnější dílo – Carmina Burana, a dále dvě scénická ztvárnění pohádek bratří Grimmů – Der Mond a Die Kluge.  V roce 1934 objevil Carl Orff středověký rukopis více než 200 latinských a německých básní, světských a pijáckých písní. „Štěstěna to se mnou myslela dobře, když mi do ruky přihrála katalog antikvariátu ve Würzburgu, ve kterém jsem našel titul, jenž mě magicky přitahoval: Carmina Burana.“ Po prvním jejich uvedení 8. července 1937 ve Frankfurtu napsal svému nakladateli: „Všechno, co jsem dosud napsal a Vy také bohužel vytiskl, můžete nyní hodit do stoupy. Od Carmina Burana začíná mé souborné dílo“. O rok dříve  zkomponoval Dětský rej pro úvodní ceremoniál olympijských her v Berlíně. 
Za války byl najat Baldurem von Schirachem, který rozvíjel rozsáhlou kulturně-politickou činnost jako říšský guvernér ve Vídni, pro Vídeňskou státní operu a získal zakázku na operu Antigonae. Od roku 1941 do roku 1945 pobíral Orff za svou práci pevný měsíční plat z Vídně, což ho poprvé v kariéře učinilo finančně nezávislým. Ve Státní opeře  byla v té době uváděna Carmina Burana. V roce 1944, v závěrečné fázi druhé světové války, byl Orff Hitlerem  osvobozen od vojenské služby a práce na domácí frontě v rámci ochrany německého kulturního dědictví. Aktivně se do politiky nezapojoval, snažil se většinou vyhýbat osobní a morální odpovědnosti, jeho hlavním zájmem byla umělecká kariéra a jeho díla byla nacistickou propagandou využita. Po válce prošel denacifikací a bylo mu dovoleno znovu vykonávat svou práci.

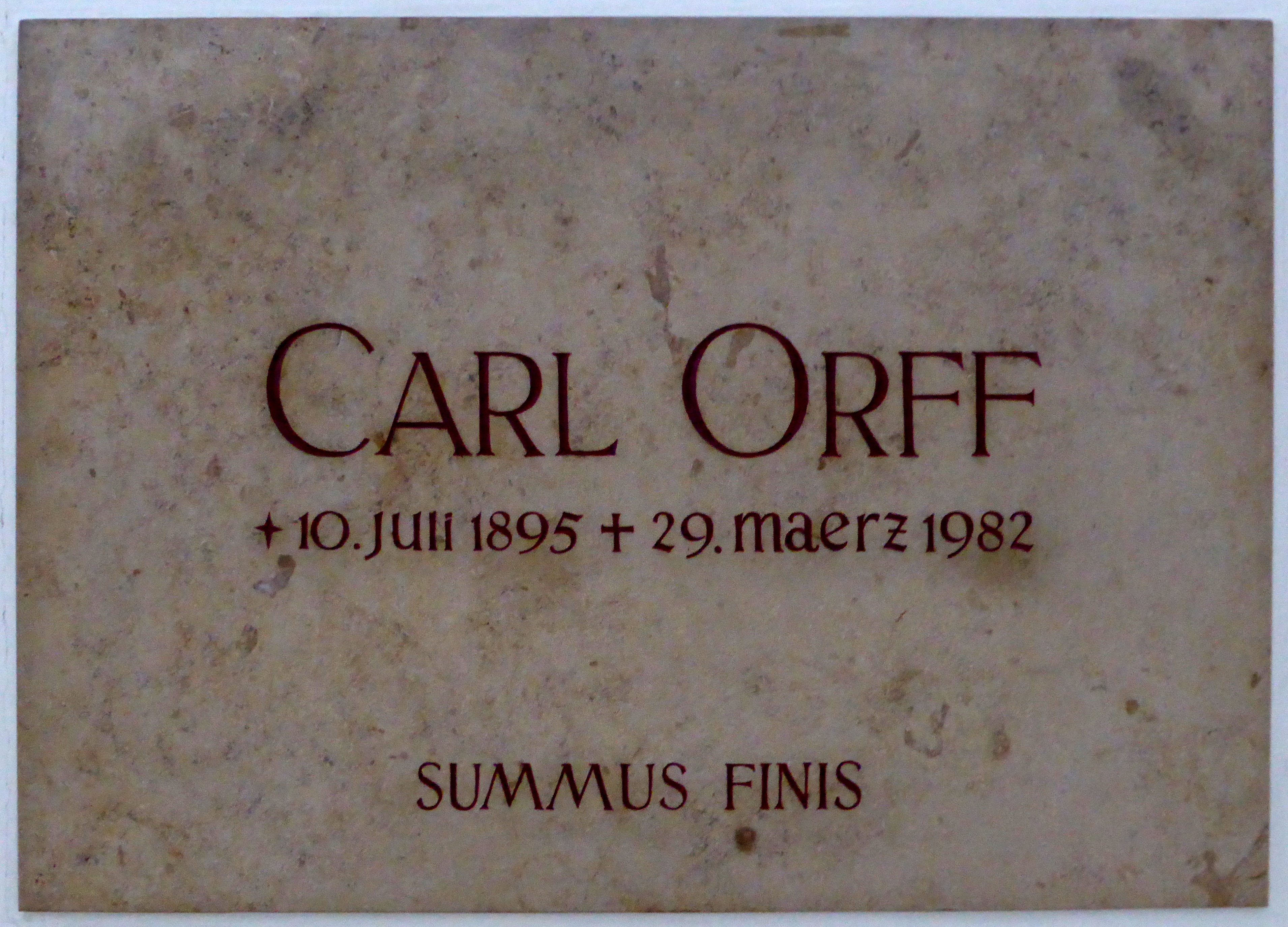
náhrobní deska v klášterním kostele v Andechs

Od roku 1948 se Orff podílel na tvorbě rozhlasových hudebních  pořadů pro děti. Kromě skladatelské práce zastával také vedoucí funkce v různých hudebních institucích. V letech 1950 až 1960 byl vedoucím mistrovských kurzů na Hudební univerzitě v Mnichově.  V roce 1961 založil v Salcburku centrum pro vzdělávání pedagogů, ve kterém učil svoji metodu Orff Schulwerk (toto centrum působí dodnes). V letech 1962–1966 cestoval po světě a učil svoji metodu  v Kanadě, Japonsku, Portugalsku, Egyptě a Senegalu. Pro Letní olympijské hry v Mnichově 1972 složil skladbu Pozdravy mládeže.
Carl Orff zemřel v Mnichově 29. března 1982 po dlouhé nemoci ve věku 86 let. Byl pohřben v  klášterním kostele v  Andechs  a jeho náhrobek nese nápis SUMMUS FINIS (Nejvyšší cíl).

## Osobní život
Orff byl čtyřikrát ženatý. První manželkou se stala v roce 1920 Alice Solscherová, manželství vydrželo pět let, v roce 1921 se z něj narodilo Orffovo jediné dítě, dcera Godela. Druhou ženou se v roce 1939 stala Gertrud Willertová, k rozvodu došlo v roce 1953. Následujícího roku se oženil s německou spisovatelkou Luise Rinserovou, manželství bylo rozvedeno po pěti letech. Poslední manželkou byla Liselotte Schmitzová, kterou si vzal v roce 1960.

## Dílo
Orff psal tzv. scénické kompozice, podstatně se lišící od klasických hudebních forem, jako je například opera. Tyto kompozice nazýval hrami, tragédiemi, komediemi či divadlem světa. Ve svých dílech se vrací k primitivnímu spojení melodie a rytmu a spojuje hudbu s jevištním projevem a jazykem; hodně používá bicí nástroje. Svá tři nejslavnější díla Carmina Burana, Catulli Carmina a Trionfo di Afrodite spojil do jediného jevištního celku, kantátového triptychu Trionfi.

### Carmina Burana
Jeho skladba Carmina Burana měla premiéru roku 1937 ve Frankfurtu nad Mohanem. Okamžitě dosáhla obrovského úspěchu v Německu. Světový věhlas si získala až po druhé světové válce.
Obsahem celé skladby jsou zhudebněné texty potulných středověkých hudebníků a básníků, které byly nalezeny v klášteře Beurum (Buranum, odtud pochází název těchto textů – Carmina Burana, i celé skladby). Původní texty jsou psány v nejrůznějších jazycích – staroněmecky, latinsky, starofrancouzsky a italsky. Carl Orff si pro svoji skladbu vybral pouze některé z více než dvou set původních textů. Forma skladby nejvíce odpovídá kantátě – cyklické skladbě pro sólové hlasy (soprán, tenor a baryton), sbor, dětský sbor a orchestr. Dělí se do šesti tematických celků (písně milostné, pijácké, o jaru, štěstěně…) Provedení si žádá nadstandardní obsazení v sekci bicích nástrojů. Většinou bývá prováděna koncertně, známá jsou ovšem i provedení scénická, například v divadle s baletním souborem, častěji v netradičních prostorách s choreografiemi spíše muzikálovými (nádvoří, přírodní amfiteátry, …).
Hudba Carminy Burany je pro svoji dramatičnost často používána jako hudba filmová – příkladem může být film Excalibur.

### Sborová díla
Kantáty a sborové věty na texty Brechtovy, Goethovy, Hoelderlinovy, Klopstockovy, Schillerovy, Hebbelovy a Werflovy. Ze slov a z řeči čerpal Orff důležité podněty. Je autorem textů mnoha scénických děl, jimiž jako přednášející, zpívající a bubnující interpret vyvolával u diváků vždy nadšení. Ve výčtu jeho děl se nachází mnoho písní a sborů.
Další sborová díla:
- Dithyrambi
- Sunt lacrimae rerum
- Kusy pro recitační sbor
- Kusy pro přednes, recitační sbor a bicí

### Pohádková operní díla
- Der Mond (Měsíc, Mnichov, 1939)
- Die Kluge (Chytračka, Frankfurt nad Mohanem, 1943) — pohádka o králi a chytré ženě. Orff se zaměřil na verzi bratří Grimmů, nechal se ale inspirovat i jinými variantami tohoto tématu. Podněty pro mluvený styl našel Orff v jedné sbírce přísloví z roku 1846, kde se mu líbily barvité, drasticky drsné průpovídky. Chytračka je po Carmina Burana Orffovou nejpopulárnější scénickou skladbou.
- Ein Sommernachtstraum (Sen letní noci, Stuttgart, 1964)

### Bairisches Welttheater
- Die Bernauerin (Stuttgart, 1947)
- Ludus de Nato Infante Mirificus (Stuttgart, 1950)
- Astutuli (Chytráci, Mnichov, 1952) — komedie o obyvatelích jednoho městečka, kteří mají jednoho šprýmaře za blázna. Ten je ale připraví o šaty slibem, že jim z kalhotových knoflíků nadělá zlaťáky. Když se jim konečně v hlavách rozsvítí, místo aby se sami chytili za nos, vynadají publiku. Hudební moment komedie spočívá v rytmizované řeči – deftig bairisch (bavorské němčině) – s vkládanými latinskými posměšky. Dílo je psáno pro herce, doprovázené orchestrem bicích nástrojů.
- Comoedia de Christ Resurrectione (Mnichov, 1956)

### Trionfi
- Carmina Burana (Frankfurt, 1937)
- Catulli Carmina (Lipsko, 1943)
- Trionfo di Afrodité (Milán, 1953)
- souborně jako Trionfi, Trittico teatrale (Milán, 1954)

### Theatrum Mundi
- Antigonae (Salcburk, 1949)
- Tyran Oidipus (Stuttgart, 1959)
- Prometheus (Stuttgart, 1968)
- De Temporum Fine Comoedia (Salcburk, 1973)

Hudebnost a symbolika řeckého jazyka byly rozhodující při hudebně – scénickém ztvárnění Aischylovy tragédie Prometheus. „Po Antigoně a Oidipovi jsem mohl pokračovat jen dílem, jako je Aischylův Prometheus. Zde se jeviště tragedie stává jevištěm světa.“ V Prometheovi viděl Orff „symbol v mezích lidské existence prokazatelného rozumu“.
Provedení Promethea je značně náročné: pro scénu proměnami symbolického obrazu, pro pěvce starořeckým textem a pro orchestr nástrojovým vybavením (9 kontrabasů, 4 klavíry, 4 harfy, žestě, varhany a 45 různých bicích nástrojů). Role vyžadují od pěvců vysoké výkony.

## Pedagogická činnost
Od roku 1924 se Carl Orff spolu s Gunild Keetmann a Dorothee Günther snažil o novou koncepci hudebního vzdělávání dětí. Rozvíjel zde svou myšlenku jednoty slova, hudby a tanečního projevu a hledal především nové podněty pro výrazový tanec. Své pedagogické ideje, Schulwerk, uveřejnil v pětisvazkové sbírce pod názvem Musik für Kinder (Hudba pro děti), přeložené do mnoha jazyků. Poprvé byly postupně  vydány v letech 1950–1954. 
Schulwerk je výraz používaný již Paulem Hindemithem. Znamená látku, podnět a příležitost k hraní, rozvoji a přetváření vlastního projevu v hudbě, řeči a pohybu. Schulwerkem přestává být učení hudbě učením a stává se umělecky podnětným, živým a nápaditým projevem.
S hudební a taneční výchovou začíná v raném věku, kdy zvláště může být podpořen rozvoj přirozeného talentu. Řeč, zpěv, tanec a nástrojová hra patří dohromady, jsou to společné formy lidského projevu. V každém stadiu hudebního vzdělávání je důležité aktivní používání hudby, řeči a tance. Vzory nejsou pouze napodobovány, jsou podnětem pro variace, improvizace a vlastní tvorbu.
Tzv. Orffovy nástroje zvláštním způsobem podporují cíle Musik für Kinder. Jsou to zvonkohry, xylofony, metalofony a mnohé malé bicí nástroje, které spolu se zobcovými flétnami a smyčcovými nástroji doprovázejí dětský zpěv a tanec. Jsou to nástroje používané již ve středověku, nejsou moderní, ani staromódní. Znějí „jinak“, ale ne cize.
Výraz „Orffovy nástroje“ nezavedl Orff sám; s uvedením Musik für Kinder v jiných částech světa se vyskytlo toto označení.
Vedle původního vydání Musik für Kinder existují verze anglické, švédské, holandské, španělské, portugalské, japonské, francouzské, české a slovenské, čínské, korejské, italské, polské a ukrajinské. Objevilo se i vydání v Braillově písmu. Kromě toho existují i dodatky s použitím africké, brazilské, řecké a velšské hudby.
Orffův institut Vysoké školy Mozarteum v Salcburku a četné Orffovy společnosti po celém světě pečují o aktualizaci pedagogických myšlenek Carla Orffa a Gunild Keetmann.